# إبراهيم صالح (محقق سوري)
إبراهيم صالح (1367- 1443 هـ / 1948- 2021 م) باحث وكاتب سوري، ومحقِّق للتراث العربي والإسلامي، وأديب كاتب، ومعلِّم للغة العربية. حقَّق أكثر من 60 كتابًا تراثيًّا في التاريخ والسِّيَر والتراجم والأدب والشعر.

## سيرته
ولد أبو سَميح، إبراهيم بن حسين صالح في قرية السنديانة، في الجَوْلان المحتل، غربي محافظة القنيطرة، عام 1367هـ/ 1948م، لأسرة تركمانية الأصل. هاجر مع أسرته إلى دمشق بعد حرب 1967، واستقرَّ في حي جوبر. حصل على إجازة علمية (بكالوريوس) في اللغة العربية وآدابها من كلية الآداب بجامعة دمشق عام 1976، ثم عُيّن أستاذًا للغة العربية في إحدى ثانويات دمشق، واستمرَّ في ميدان التعليم 30 عامًا، أُعير فيها سنتين للتدريس في المملكة العربية السعودية.
عمل في نشر التراث العربي والإسلامي، فحقَّق أكثر من 60 كتابًا، ونشر عددًا من البحوث والمقالات في مجلتي مجمع اللغة العربية بدمشق ومجمع اللغة العربية الأردُنِّي، وفي عدد من الصُّحف والمجلَّات الأُخرى. وكان مهتمًّا بجمع المخطوطات ونوادر الكتب التراثية، حتى ملكَ مكتبة غنية بنوادر الآثار المخطوطة والمطبوعة. 
إبراهيم صالح متزوِّج ولديه ثمانية أولاد؛ ثلاثة أبناء، وخمس بنات. من أولاده الأستاذ سَميح إبراهيم صالح باحث ومحقق.  

## تحقيقاته

1. التوفيق للتلفيق، لأبي منصور الثعالبي، ط1 مجمع اللغة العربية بدمشق، 1983. ط2 دار الفكر بدمشق، 1991.
2. تاريخ دُنيسر، لعمر بن اللمش، ط1 مجمع اللغة العربية بدمشق، 1986. ط2 دار البشائر بدمشق، 1992.
3. مختصر تاريخ دمشق لابن عساكر، اختصره على نهج ابن منظور وحققه، (الجزء 4)، دار الفكر بدمشق، 1987.
4. مختصر تاريخ دمشق لابن عساكر، اختصره على نهج ابن منظور وحققه، (الجزء 19)، دار الفكر بدمشق، 1989.
5. مختصر تاريخ دمشق لابن عساكر، لابن منظور، (الجزء 23)، دار الفكر بدمشق، 1989.
6. مختصر تاريخ دمشق لابن عساكر، اختصره على نهج ابن منظور وحققه، (الجزء 24)، دار الفكر بدمشق، 1989.
7. الإشارة إلى وَفَيات الأعيان، للحافظ الذهبي، دار ابن الأثير بيروت، 1991.
8. تاج التراجم فيمَن صنَّف من الحنفية، لابن قُطْلُوبُغا، دار المأمون للتراث بدمشق، 1992، بالتعاون مع مركز جمعة الماجد بدبي.
9. التاريخ وأسماء المحدِّثين وكُناهم، للمقدَّمي، دار العروبة بالكويت، 1992.
10. ثمار القلوب في المُضاف والمَنسُوب، لأبي منصور الثعالبي، (مجلدان)، دار البشائر بدمشق، 1994.
11. التذييل المَرغوب من ثمار القلوب، لمؤلف مجهول، دار البشائر بدمشق، 1994، (طبع مع ثمار القلوب).[2]
12. كتاب الديباج، للخُتَّلي، (سلسلة نوادر الرسائل)، دار البشائر بدمشق، 1994.
13. أخبار وحكايات الغسَّاني، (سلسلة نوادر الرسائل)، دار البشائر بدمشق، 1994.
14. المُنتقى من طبقات أبي عَرُوبة الحَرَّاني، (سلسلة نوادر الرسائل)، دار البشائر بدمشق، 1994.
15. مجلس من أمالي ابن الأنباري، (سلسلة نوادر الرسائل)، دار البشائر بدمشق، 1994.
16. المنتخب من كتاب الشعراء، أبي نُعَيم الأصفهاني، (سلسلة نوادر الرسائل)، دار البشائر بدمشق، 1994.
17. حديث الإفك، لعبد الغني المقدسي، (سلسلة نوادر الرسائل)، دار البشائر بدمشق، 1994.
18. من مناقب الصحابيات، لعبد الغني المقدسي، (سلسلة نوادر الرسائل)، دار البشائر بدمشق، 1994.
19. أخبار المُصَحِّفين، لأبي أحمد العسكري، (سلسلة نوادر الرسائل)، دار البشائر بدمشق، 1995.
20. وَفَيات قوم من المصريين، للحَبَّال، (سلسلة نوادر الرسائل)، دار البشائر بدمشق، 1995.
21. مشيخة أبي بكر بن أحمد بن عبد الدائم المَقدِسي الحنبلي، (سلسلة نوادر الرسائل)، دار البشائر بدمشق، 1996.
22. المنهج الأحمَد في تراجم أصحاب الإمام أحمد، للعُلَيمي، (الجزء 4)، دار صادر بيروت، 1997.
23. تاريخ الخلفاء، للحافظ السُّيوطي، دار البشائر بدمشق، ودار صادر بيروت، 1997.
24. تاريخ الرقَّة، للقشيري، دار البشائر بدمشق، 1998.
25. مجلس في ختم السيرة النبوية، لابن ناصر الدين الدمشقي، (سلسلة نوادر الرسائل)، دار البشائر بدمشق، 1998.[3]
26. المُستَطْرَف في كل فن مُستَظْرَف، للأبشيهي، (3 مجلدات) دار صادر بيروت، 1999.
27. المناقب والمثالب، لريحان الخُوارِزْمي، دار البشائر بدمشق، 1999.
28. المُبهِج، لأبي منصور الثعالبي، دار البشائر بدمشق، 1999.
29. نتائج المذاكرة، لابن الصيرفي، (سلسلة نوادر الرسائل)، دار البشائر بدمشق، 1999.
30. وَفَيات جماعة من المحدِّثين، للحاجي الأصفهاني، (سلسلة نوادر الرسائل)، دار البشائر بدمشق، 1999.
31. تعبير الرؤيا، لابن قتيبة، دار البشائر بدمشق، 2001.
32. الإعجاز والإيجاز، للثعالبي، دار البشائر بدمشق، 2001.
33. كتاب الفوائد والأخبار، لابن دريد، (سلسلة نوادر الرسائل)، دار البشائر بدمشق، 2001.
34. كتاب الأمالي، لأبي بكر يَمُوت بن المُزَرَّع العَبْدي، (سلسلة نوادر الرسائل)، دار البشائر بدمشق، 2001.
35. كتاب هواتف الجنان، (سلسلة نوادر الرسائل)، دار البشائر بدمشق، 2001.
36. مقتل أمير المؤمنين عليّ، لابن أبي الدنيا، (سلسلة نوادر الرسائل)، دار البشائر بدمشق، 2001.
37. شعر أبي الفتح منصور البَيْنِيّ (ت 412هـ)، دار البشائر بدمشق، 2002.
38. مسالك الأبصار في ممالك الأمصار، لابن فَضْل الله العُمَري، (الجزء 12)، هيئة أبوظبي للثقافة والتراث، 2002.
39. كتاب التعازي، للمَدائني، (سلسلة نوادر الرسائل)، دار البشائر بدمشق، 2002.
40. حِلْم معاوية، لابن أبي الدنيا، (سلسلة نوادر الرسائل)، دار البشائر بدمشق، 2002.[3]
41. عقلاء المجانين والمُوَسْوِسين، للحسن بن إسماعيل الضَّرَّاب، (سلسلة نوادر الرسائل)، دار البشائر بدمشق، 2003.
42. ألحان السَّواجِع بين البادئ والمُراجِع، لصلاح الدين خليل بن أيبك الصَّفَدي، دار البشائر بدمشق، 2004.
43. حياة الحَيَوان الكُبرى، كمال الدين الدَّمِيري، (4 مجلدات)، دار البشائر بدمشق، 2005.
44. - نزهة الأنام في محاسن الشام، لابن البَدْري، دار البشائر بدمشق، 2006.
45. الوزراء والكتَّاب، للجهشياري، هيئة أبوظبي للثقافة والتراث، 2008.
46. رَوْح الرُّوح، حماسة لمؤلف مجهول من القرن الخامس الهجري، (مجلدان)، هيئة أبوظبي للثقافة والتراث، 2009.[4]
47. البديع، لجمال الملك أبي القاسم علي بن أفلح العَبْسي (ت 536 هـ)، (عن نسخة وحيدة في الإسكوريال، وكان منسوبًا إلى غير مؤلفه) هيئة أبوظبي للثقافة والتراث، 2009.[5]
48. ديوان عبد الله بن العَجْلان النَّهْدي (شاعر جاهلي، أقدم المُتيَّمين العرب)، ط1 هيئة أبوظبي للثقافة والتراث، 2010. ط2 الهيئة العامَّة السورية للكتاب بدمشق.
49. ديوان الحِصْني، لمحمَّد بن يزيد المَسْلَمي، ط1 هيئة أبوظبي للثقافة والتراث، 2010. ط2 دار الهلال بدمشق، 2020. ط3 دار أمل الجديدة للطباعة والنشر، 2022.[6]
50. زاد سفر الملوك، أبو منصور الثعالبي، هيئة أبوظبي للثقافة والتراث، 2010.
51. المحاسن في النظم والنثر، لأبي الحسن المرغيناني، (سلسلة نوادر الرسائل)، دار البشائر بدمشق، 2010.
52. تذكرة ابن العديم الحلبي، هيئة أبوظبي للثقافة والتراث، 2011.
53. ذهبية العصر، لابن فَضْل الله العُمَري، (الجزء 3)، دار البشائر الإسلامية بيروت، 2011، بالتعاون مع مركز فهد الدبوس بالكويت.[2]
54. مختصر تاج المَجامع والمَعاجم، لشهاب الدين القوصي (ت 653 هـ)، مجمع اللغة العربية بدمشق، 2012.
55. عقود الجُمان على وَفَيات الأعيان، لبدر الدين الزَّرْكَشِي، (3 مجلدات)، دار المنهاج بجُدَّة، 2020.[7]
56. زينة الدَّهر في ذِكر محاسن شعراء العصر، لأبي المعالي الحَظِيري (ت 568 هـ)، دار ملامح بالشارقة، 2020.[8]

57. تاريخ إربل، لابن المستوفي.

### تحقيقات بإشرافه
1. ديوان القاضي الجُرْجاني علي بن عبد العزيز (ت 392هـ)، حققه ولده سَميح إبراهيم صالح، دار البشائر بدمشق، 2003.

### بحوثه ومقالاته
في مجلة مجمع اللغة العربية بدمشق
1. الأوائل لأبي هلال العسكري بتحقيق محمد المصري ووليد قصاب، المجلد 51 - الجزء 3، يوليو 1976، الصفحة 637.
2. كتاب البُرصان والعُرجان والعُميان والحُولان، المجلد 54 - الجزء 1، يناير 1979، الصفحة 193.
3. شعر الراعي النُّمَيري وأخباره، المجلد 54 - الجزء 2، أبريل 1979، الصفحة 495.
4. أخبار يَمُوت بن المُزَرَّع، المجلد 54 - الجزء 3، يوليو 1979، الصفحة 677.
5. الفوائد والأخبار لابن دريد، المجلد 57، الجزء 1، يناير 1982، الصفحة 115.
6. ديوان عَرْقَلة الكَلْبي، المجلد 57، الجزء 3، يوليو 1982، الصفحة 457.
7. المُستدرَك على شعر الثعالبي، المجلد 66، الجزء 3، يوليو 1991، الصفحة 554.
8. شعر أبي الفتح منصور البيني، المجلد 70، الجزء 3، يوليو 1995، الصفحة 511.
9. ميمية القاضي الجُرجاني، المجلد 79، الجزء 4، الصفحة 789.[9][10]

## صفاته
- وصفه الباحث الدكتور مروان عطية قائلًا: «لأخي الحبيب العالم المدقق الأستاذ الباحث الأديب اللبيب المحقق الفاضل المفضال إبراهيم صالح مكانة عالية في قلبي، وفي قلوب محبي التراث العربي والإسلامي، هذا الرجل أنفق عمره في حب التراث، وعشقه تعشقًا لا مثيلَ له! عرفته منذ أكثر من ثلاثين عامًا.. يهزُّك بأريحيته العربية، وأخلاقه السَّمحة الكريمة، وكرمه الحاتمي، وعلمه الجمّ الوفير، وطيبة قلبه. وكان لا يفتأ يبحث عن كتب التراث شرقًا وغربًا، حتى أصبح يملك مكتبةً تراثية غنية بالكتب ونوادر المطبوعات والمخطوطات».[11]
- وصفه الباحث أيمن ذو الغنى بقوله: «الأستاذ البحَّاثة المحقِّق إبراهيم صالح أبو سَميح، أحسَبُه ممَّن أخلص للعلم والبحث وتحقيق التراث، وقد نفع الله بجهده ودأبه، فأخرج للمكتبة العربية آثارًا مهمَّة من تُراث الأسلاف، في الأدب والشعر والتاريخ والسِّيَر والتراجم.. وكان رجلًا صالحًا سَمْحًا، ليِّنًا متواضعًا ممَّن يَألَفُ ويُؤلَف».[12]

## وفاته
توفي إبراهيم صالح في دمشق، يوم الاثنين 6 صفر 1443هـ الموافق 13 سبتمبر 2021م، عن عمر ناهز ثلاثة وسبعين عامًا. ودُفن في اليوم التالي في محافظة القنيطرة.
ونعاه معهد المخطوطات العربية قائلًا: نعى معهد المخطوطات العربية أديبَ دمشق ومحقِّقَها، المحقِّق المدقِّق الأستاذ إبراهيم حسين صالح.. رحم الله الفقيد فقد كان عالمًا نبيلًا، عاشقًا للتراث، ومحبًّا لأهله، ذا أريحية عربية، وأخلاق سَمحة كريمة، وعلم جمٍّ وفير.

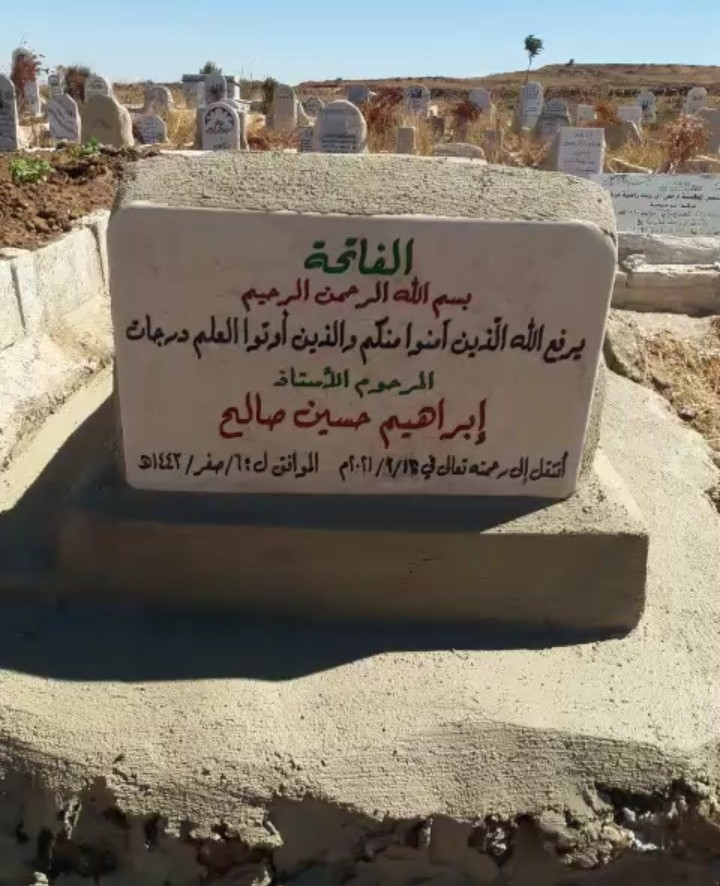

## وصلات خارجية
- إبراهيم صالح على موقع أرشيف الشارخ